# 시편 36편
시편 36편은 36번째 시편이다. "악인의 죄악이 내 마음에 이르기를" 시편은 히브리어 성경의 세 번째 부분이자 기독교 구약의 책이다. 성경의 그리스어 칠십인역과 라틴 불가타역에서 사용되는 약간 다른 번호 체계에서 이 시편은 시편 35편이다. 라틴어에서는 Dixit iniustus 또는 Dixit injustus로 알려져 있다. 시편은 다윗이 지은 찬송시이다.
시편은 유대교, 가톨릭, 루터교, 성공회 및 기타 개신교 전례의 정규 부분을 형성한다. 하인리히 쉬츠(Heinrich Schütz)와 같은 바로크 작곡가와 리차드 낸스(Richard Nance)와 같은 현대 작곡가들에 의해 이 시편에 기반한 찬송가에 영감을 주었고 종종 음악의 주제가 되었다.

## 배경
시편의 본문은 성전의 수석 악사에 대한 다윗의 저자임을 언급한다. 매튜 헨리(Matthew Henry)는 다윗이 사울이나 그의 아들 압살롬의 공격을 받은 후에 이 시편을 썼다고 이야기한다. 시편은 "그에 대한 적들의 악의"에 대한 불평으로 시작되기 때문이다. 처음 다섯 구절에서 "죄의 죄성"을 비난한 후 다윗은 모든 사람과 피조물에 대한 하나님의 선하심을 찬양한다.
이 시편은 문자적으로는 성전에 피신한 박해받는 자의 기도로, 비유적으로는 하나님께 피신한 자의 기도로 이해할 수 있다. 시편 기자는 그가 안전함을 발견하는 하나님의 선하심을 자랑한다. 시편은 하나님을 공의로 공경하는 자를 축복하시고 악인의 올무에서 보호해 주시기를 하나님께 간청하는 것으로 끝맺는다. 가톨릭 주교 리처드 챌로너(Richard Challoner)의 버전은 이 시편을 "이 세상과 악인의 짧은 번영을 경멸하고 섭리를 신뢰하라는 권고"라고 설명한다.

## 내용
1. 악인의 죄가 그의 마음속으로 이르기를 그의 눈에는 하나님을 두려워하는 빛이 없다 하니
2. 그가 스스로 자랑하기를 자기의 죄악은 드러나지 아니하고 미워함을 받지도 아니하리라 함이로다
3. 그의 입에서 나오는 말은 죄악과 속임이라 그는 지혜와 선행을 그쳤도다
4. 그는 그의 침상에서 죄악을 꾀하며 스스로 악한 길에 서고 악을 거절하지 아니하는도다
5. 여호와여 주의 인자하심이 하늘에 있고 주의 진실하심이 공중에 사무쳤으며
6. 주의 의는 하나님의 산들과 같고 주의 심판은 큰 바다와 같으니이다 여호와여 주는 사람과 짐승을 구하여 주시나이다
7. 하나님이여 주의 인자하심이 어찌 그리 보배로우신지요 사람들이 주의 날개 그늘 아래에 피하나이다
8. 그들이 주의 집에 있는 살진 것으로 풍족할 것이라 주께서 주의 복락의 강물을 마시게 하시리이다
9. 진실로 생명의 원천이 주께 있사오니 주의 빛 안에서 우리가 빛을 보리이다
10. 주를 아는 자들에게 주의 인자하심을 계속 베푸시며 마음이 정직한 자에게 주의 공의를 베푸소서
11. 교만한 자의 발이 내게 이르지 못하게 하시며 악인들의 손이 나를 쫓아내지 못하게 하소서
12. 악을 행하는 자들이 거기서 넘어졌으니 엎드러지고 다시 일어날 수 없으리이다

### 히브리어 버전
| 절 | 내용                                                   |
| -- | ------------------------------------------------------ |
| 1  | לַֽמְנַצֵּ֬חַ לְעֶֽבֶד־יְהֹוָ֬ה לְדָוִֽד                                   |
| 2  | נְאֻֽם־פֶּ֣שַׁע לָֽ֖רָשָׁע בְּקֶ֣רֶב לִבִּ֑י אֵֽין־פַּ֥חַד אֱ֜לֹהִ֗ים לְנֶ֣גֶד עֵינָֽיו         |
| 3  | כִּי־הֶֽחֱלִ֣יק אֵלָ֣יו בְּעֵינָ֑יו לִמְצֹ֖א עֲו‍ֹנ֣וֹ לִשְׂנֹֽא                    |
| 4  | דִּבְרֵי־פִ֖יו אָ֥וֶן וּמִרְמָ֑ה חָדַ֖ל לְהַשְׂכִּ֣יל לְהֵיטִֽיב                   |
| 5  | אָ֚וֶן \| יַחְשֹׁ֗ב עַל־מִשְׁכָּ֫ב֥וֹ יִ֖תְיַצֵּב עַל־דֶּ֣רֶךְ לֹא־ט֑וֹב רָ֜֗ע לֹ֣א יִמְאָֽס    |
| 6  | יְהֹוָה בְּהַשָּׁמַ֣יִם חַסְדֶּ֑ךָ אֱ֜מוּנָֽתְךָ֗ עַד־שְׁחָקִֽים                       |
| 7  | צִדְקָֽתְךָ֨ \| כְּֽהַֽרְרֵי־אֵ֗ל מִ֖שְׁפָּטֶיךָ תְּה֣וֹם רַבָּ֑ה אָדָ֥ם וּבְהֵמָ֖ה תּוֹשִׁ֥יעַ יְהֹוָֽה |
| 8  | מַה־יָּקָ֥ר חַסְדְּךָ֗ אֱלֹ֫הִ֥ים וּבְנֵ֥י אָדָ֑ם בְּצֵ֥ל כְּ֜נָפֶ֗יךָ יֶֽחֱסָיֽוּן            |
| 9  | יִרְוְיֻן מִדֶּ֣שֶׁן בֵּיתֶ֑ךָ וְנַ֖חַל עֲדָנֶ֣יךָ תַשְׁקֵֽם                        |
| 10 | כִּֽי־עִ֖מְּךָ מְק֣וֹר חַיִּ֑ים בְּ֜אֽוֹרְךָ֗ נִרְאֶה־אֽוֹר                        |
| 11 | מְשֹׁ֣ךְ חַ֖סְדְּךָ לְיֹֽדְעֶ֑יךָ וְ֜צִדְקָֽתְךָ֗ לְיִשְׁרֵי־לֵֽב                        |
| 12 | אַל־תְּ֖בוֹאֵנִי רֶ֣גֶל גַּֽאֲוָ֑ה וְיַד־רְ֜שָׁעִ֗ים אַל־תְּנִדֵֽנִי                  |
| 13 | שָׁ֣ם נָ֖פְלוּ פֹּ֥עֲלֵי אָ֑וֶן דֹּ֜ח֗וּ וְלֹא־יָ֥כְלוּ קֽוּם                      |